# Ponte em arco

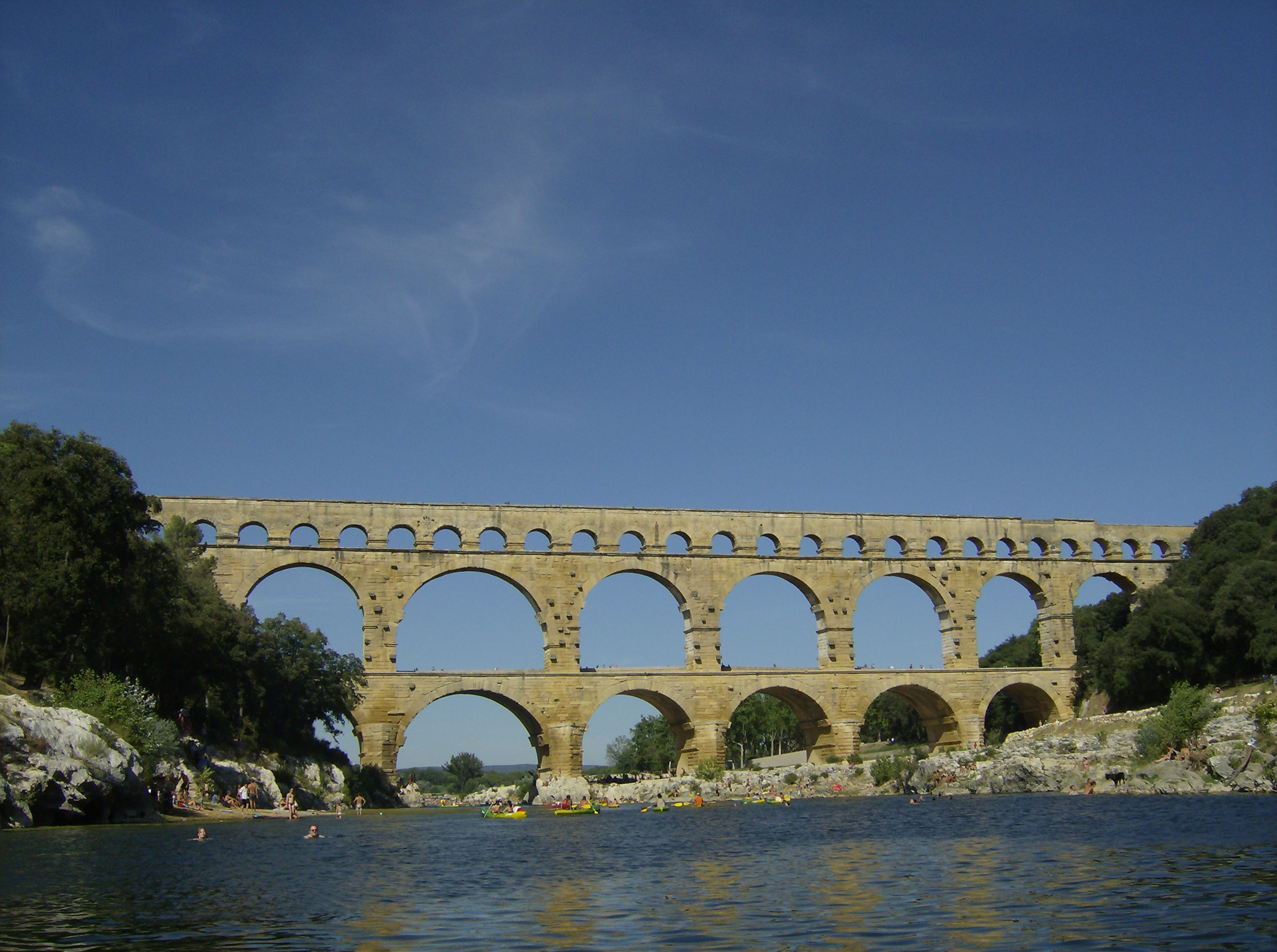
Ponte do Gard na França.

Ponte em arco é um tipo de ponte de pedra, aço ou concreto em forma de arco ou sustentada por muitos pilares consecutivos também em arcos. Os viadutos podem ser feitos a partir da estrutura de uma ponte em arco.
A estrutura da ponte gera apenas esforços de compressão no arco principal, sendo por isso pedras e concretos muito utilizados.

## História

### Antiguidade

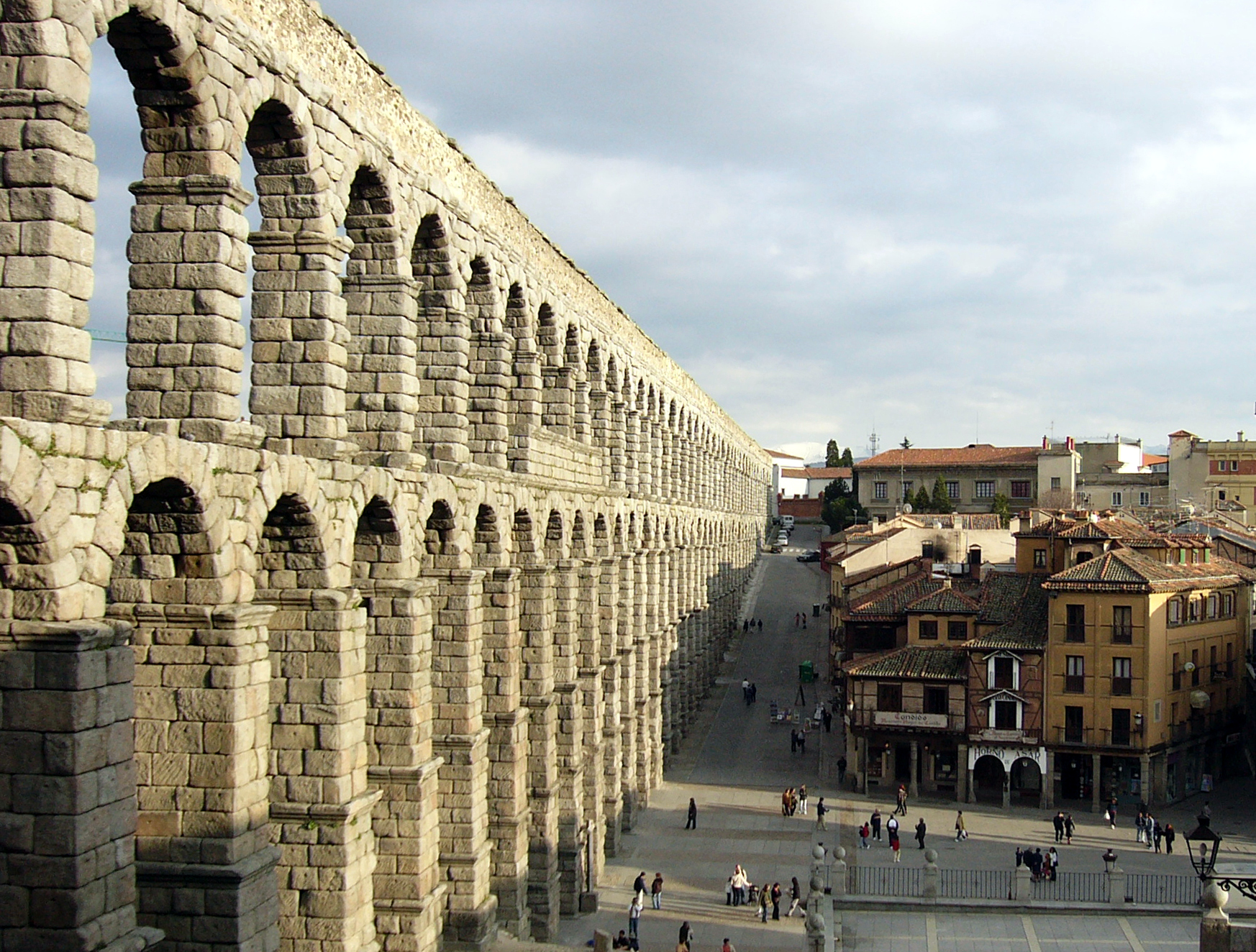
Aqueduto de Segóvia.

Provavelmente, a mais antiga ponte em arco é a Ponte de Arcádico, na Grécia, que remonta ao período micênico. Embora a construção de arcos já fosse conhecida pelos gregos e etruscos, os romanos foram os primeiros a utilizá-los na construção de pontes. Os romanos construíram mais de 330 pontes em arco e 54 aquedutos.
As pontes romanas eram, em geral, simicirculares o que permitiu o amplo abastecimento de água nas grandes cidades e evitou que os aquedutos fossem destruídos durante as fortes inundações.
Os romanos desenvolveram vários tipos de pontes em arcos desde as mais tradicionais, com pilares somente nas extremidades até as mais complexas com inúmeros arcos como, por exemplo, a Ponte do Gard na França.

### Era Medieval

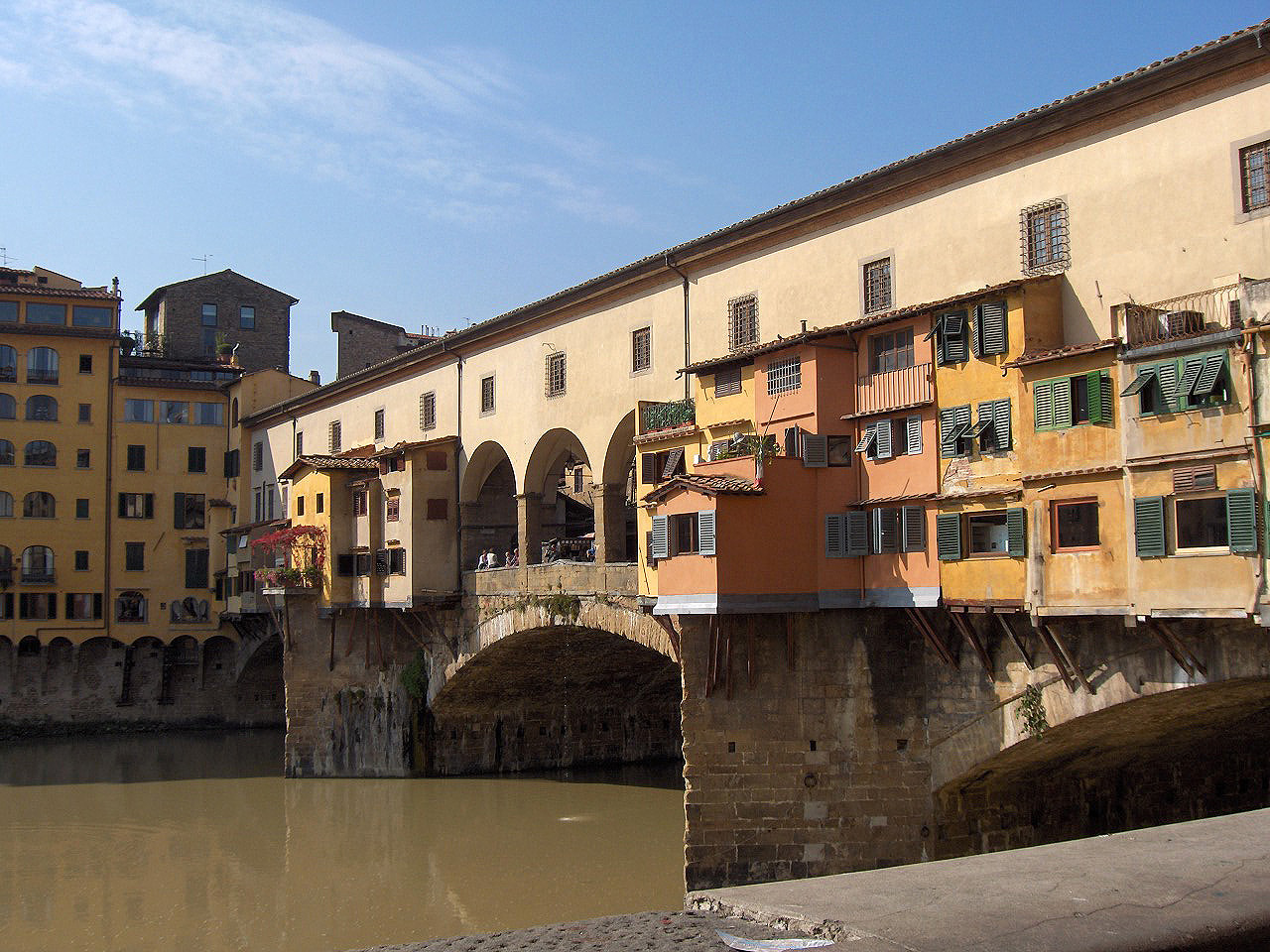
Ponte Vecchio em Florença.

Na Europa medieval as pontes romanas foram aprimoradas utilizando estruturas com menos pilares. Os arcos góticos também foram acrescentados reduzindo o uso de arcos e pilares sob as estruturas.
No século XIV as pontes em arco alcançaram novos padrões de engenharia com vãos livres de 40 metros (um recorde para a época) e se popularizaram por toda a Europa, principalmente na Itália.

### Hoje

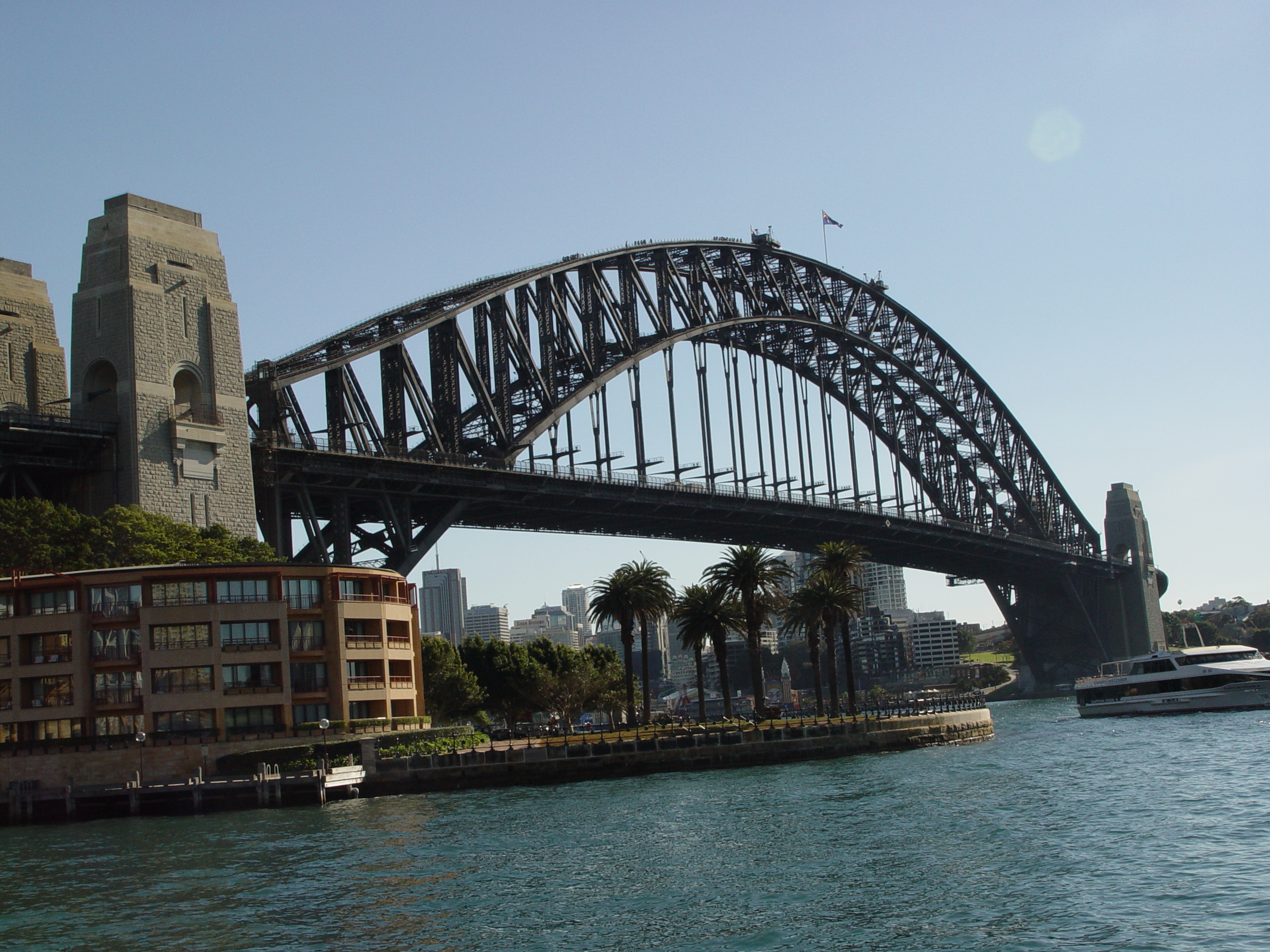
Ponte da Baía de Sydney.

Recentemente, pedra e tijolos continuaram a ser usados na construção de pontes em arco junto com materiais mais modernos como ferro fundido, aço e betão.

North Dakota : Ponte em arco - Betão. Diede Iscmael J.